# كلايتون هيل
كلايتون هيل هو طبال كندي، ولد في 29 أكتوبر 1965.

## وصلات خارجية
- الموقع الرسمي